# Flabellina marcusorum
Espèce
Synonymes
- Coryphellina rubrolineata O'Donoghue, 1929[2]

Flabellina marcusorum est une espèce de nudibranches de la famille des Flabellinidés. Ce petit mollusque au corps rose ou orangé mesure jusqu'à 30 mm. Il se rencontre sur la côte ouest de l'Amérique centrale, ainsi que dans l'atlantique des Caraïbes jusqu'au Brésil. Hermaphodite comme tous les nudibranches, il dépose un cordon en spirale composé de milliers d’œufs desquels éclosent des larves véligères.

## Taxinomie
L'espèce Flabellina marcusorum est décrite par Terrence M. Gosliner (d) et Alan M. Kuzirian (d) en 1990 à partir d'un holotype prélevé à proximité de l'Isla San Diego (en), dans le golfe de Californie. L'épithète spécifique est un hommage à Ernst Marcus et Eveline du Bois-Reymond Marcus qui, les premiers, ont enregistré l'espèce sous le taxon Coryphellina rubrolineata,. En effet, l'espèce C. rubrolineata a regroupé des spécimens d'autres espèces de façon abusive : les descriptions antérieures de F. marcusorum en tant que C. rubrolineata en font un synonyme. L'espèce a aussi fait l'objet d'une identification erronée en tant que F. telja.  Ce nudibranche ne dispose d'un nom vernaculaire qu'en espagnol : il s'agit de eolidáceo de Marcus.

## Distribution et habitat
La distribution de l'espèce est disjointe : une population est présente dans l'Est du Pacifique, à l'Ouest de l'Amérique centrale jusqu'aux îles Galápagos ; la seconde population est répertoriée à l'ouest de l'Atlantique, des Caraïbes au nord, jusqu'au Brésil au sud. Depuis la séparation de ces populations il y a 3,5 millions d'années, les membres des deux populations sont toujours identiques anatomiquement. F. marcusorum est ainsi présente sur les deux littoraux océaniques de la Colombie. La présence de F. marcusorum a été confirmée à des profondeurs comprises entre l'estran et environ 22 m ; l'espèce ne se rencontre plus au-delà de 200 m. 

## Description
Le spécimen adulte mesure de 7 à 25 ou 30 mm selon les sources,,. Le corps est rose ou orange translucide ; les rhinophores, les cérates, les tentacules oraux ainsi que le pied sont colorés de façon similaire mais chacune de ces extrémités porte une marque blanche opaque voire jaune sur les cérates de certains spécimens ; cette marque est suivie d'une épaisse bande violette. Semi-translucides, les cérates laissent voir une extension de la glande digestive : celle-ci leur confère une coloration rose. La surface postérieure des rhinophores est parcourue d'une centaine de papilles violettes, la surface antérieure est lisse. Les rhinophores sont élancés (environ 4 mm de long) et coniques ; les tentacules oraux sont minces et plus longs que les rhinophores, ils ont une extrémité arrondie. Les cérates sont arrangés en bouquets distincts. La queue, issue d'un prolongement du pied, est étroite. 
La coloration de cette espèce est très similaire de celle de Flabellina arveloi.